# ジャン＝フランソワ・パロ (スイスの外交官)
ジャン＝フランソワ・パロ（フランス語: Jean-François Paroz、1960年 - ）は、スイスの外交官、大使。ベルン州ムティエ生まれ。既婚、3児の父。2016年9月より2020年まで、駐日大使を務めていた。2020年からは駐ハンガリー大使を務めている。

## 経歴
ローザンヌ大学で歴史学の修士号を取得した後、ジュネーブ国際問題高等研究所大学院で国際関係の修士号を取得。
1988年、外務省に入省。外国研修や本省勤務、フランコフォニー国際機関のブトロス・ブトロス＝ガーリ事務総長付参事などを経て、2007年から2009年にかけて在セネガル大使（在マリ大使、在モーリタニア大使、在カーボベルデ大使、在ガンビア大使、在ギニアビサウ大使を兼轄）を務めた。
2012年に在ハンガリー大使を拝命し、同年11月5日、アーデル・ヤーノシュ大統領に信任状を捧呈した。在ハンガリー大使として在任中の2015年11月、次期駐日大使に指名される。
2016年9月20日、皇居で信任状を捧呈し、駐日大使として正式に着任した。
2019年10月22日、皇居正殿松の間で今上天皇の即位礼正殿の儀が執り行われ、ヴィオラ・アムヘルト国防・市民防衛・スポーツ大臣と共に参列した。日本から帰国した後、再び駐ハンガリー大使の任に当たる事になり、2020年12月6日、アーデル・ヤーノシュ大統領に信任状を奉呈した。